# Cirrochroa formosana
Cirrochroa formosana är en fjärilsart som beskrevs av Matsumura 1929. Cirrochroa formosana ingår i släktet Cirrochroa och familjen praktfjärilar. Inga underarter finns listade i Catalogue of Life.